# Antonio Tartaglia
Antonio Tartaglia (n. 13 ianuarie 1968, Casalbordino, Abruzzo, Italia) este un bober ce a reprezentat Italia, medaliat olimpic. A participat la 4 ediții ale Jocurilor Olimpice (1992, 1994, 1998, 2002) în care a câștigat o medalie de aur.